# Lucia Chandamale
Lucia Chandamale (sinh ngày 18 tháng 6 năm 1988 tại Lilongwe) là một vận động viên người Malawi, chuyên chạy bộ đường dài. Cô đại diện cho Malawi tại Thế vận hội Mùa hè 2008 ở Bắc Kinh, và thi đấu cho 5.000 mét nữ. Cô đã chạy trong sức nóng đầu tiên của sự kiện, chống lại mười sáu đối thủ khác, bao gồm Tirunesh Dibaba của Ethiopia, người đã giành huy chương vàng trong vòng chung kết. Chandamale kết thúc và hoàn thành cuộc đua ở vị trí thứ mười lăm, với thời gian 16: 44,09, chậm hơn gần chín giây so với thành tích tốt nhất cá nhân của cô là 16: 35,75.
Chandamale cũng lọt vào trận chung kết ở hạng mục tương tự để về đích ở vị trí thứ mười tại Đại hội Thể thao Khối thịnh vượng chung 2006, tại Melbourne, Úc, với thời gian 17:10,46.